# تجابن
تجابن (به انگلیسی: Tejaban) یک روستا در پاکستان است که در ناحیه کیچ واقع شده‌است. تجابن ۷۵ کیلومتر مربع مساحت و ۳٬۵۰۰ نفر جمعیت دارد و ۱۲۹ متر بالاتر از سطح دریا واقع شده‌است.